# 近危物种

近危（IUCN）

近危物種，或直譯接近受脅物種，是IUCN中保護現狀屬於Near Threatened（NT）的一類物種。保护现状比较低，但可能在不久的将来有易危的危险。IUCN需常对此范围内的物种级别进行重新评估，以确保其危险状况。适用于近危分类的理由通常包括已经或即将满足的物种脆弱标准，例如数量或范围的减少。从2001年起评估的近危物种也可能是那些依赖保护工作以防止其受到威胁的物种，而在此之前，这种依赖保护的物种被赋予了一个单独的类别（"保护依赖性物种"）。
目前有3703个类群已被评估为近危，包括2423种动物以及1050种植物。

## 近危物种例子
- 小頭睡鯊
- 蝠鱝
- 美洲豹
- 蘭嶼角鴞
- 帝雉
- 臺北樹蛙
- 蛇蜥